# Châteauneuf (Saona y Loira)
 Châteauneuf  es una población y comuna francesa, en la región de Borgoña, departamento de Saona y Loira, en el distrito de Charolles y cantón de Chauffailles.

## Demografía
| 218 | 207 | 162 | 149 | 110 | 110 |
| Para los censos de 1962 a 1999 la población legal corresponde a la población sin duplicidades (Fuente: INSEE [Consultar]) |     |     |     |     |     |